# Sergey Khlebnikov
Pour les articles homonymes, voir Khlebnikov.
Sergueï Anatolievitch Khlebnikov (en russe : Сергей Анатольевич Хлебников — Sergej Anatol'evič Hlebnikov) (né le 27 août 1955 à Sortavala en Carélie et décédé le 12 juin 1999) est un patineur de vitesse soviétique.

## Jeux olympiques
- Médaille d'argent sur 1000 m en Jeux olympiques d'hiver de 1984 à Sarajevo (Yougoslavie)
- Médaille d'argent sur 1500 m en Jeux olympiques d'hiver de 1984 à Sarajevo (Yougoslavie)